# Неопръстенена пънчушка
Неопръстенената пънчушка (Armillaria socialis) е вид ядлива базидиева гъба от семейство Physalacriaceae.

## Описание
Шапката достига до 10 cm в диаметър. Като млада има звънчевидна форма, а по-късно – широко дъговидна или плоска, обикновено с подвит надолу ръб, със заоблена гърбичка в центъра или слабо хлътнала. На цвят е охрена, охрено-кафява, меденожълто-кафява до червеникаво-кафява, с кафяви люспици в средата. Пънчето достига дължина 15 cm и е тънко, цилиндрично, първоначално плътно, после кухо, на цвят белезникаво или жълтокремаво, като със стареенето става до червеникаво-кафяво в основата. Пръстенче няма, откъдето идва и името на гъбата. Месото ѝ е тънко, белезникаво, без характерен вкус или мирис. Има добри вкусови качества, подобни на тези на обикновената пънчушка. Използват се най-вече шапките за салати с оцет и като добавка в различни супи и ястия.

## Местообитание
Среща се сравнително често през август – ноември в различни широколистни гори и овощни градини. Расте на големи туфи от по няколко десетки екземпляри по пънове и мъртви дънери, а и върху живи дървета.